# コーシン
株式会社コーシンは石川県野々市市に所在する各種飲料・食品の販売企業。北陸地方を中心に近畿地方や中部地方へ販路を広げている。年商は約73億円。従業員は約170名。

## 沿革
- 1976年（昭和51年）：創業。
- 1977年（昭和52年）：敦賀市に「敦賀営業所」開設。
- 1978年（昭和53年）：福井市に「福井営業所」開設。
- 1980年（昭和55年）：舞鶴市に「舞鶴営業所」開設。
- 1982年（昭和57年）：京都市に「京都営業所」開設。舞鶴営業所を「北京都営業所」に改称。
- 1983年（昭和58年）：彦根市に「滋賀営業所」開設。
- 1984年（昭和59年）：長岡市に「長岡営業所」開設。
- 1988年（昭和63年）：新潟市に「新潟営業所」開設。
- 1992年（平成4年）：鯖江市に「福井南営業所」開設。福井営業所を「福井中央営業所」に改称。
- 2001年（平成13年）：寝屋川市に「大阪営業所」開設。
- 2003年（平成15年）：福井中央営業所と福井南営業所を統合。「福井営業所」開設。
- 2006年（平成18年）：名古屋市に「名古屋営業所」開設。
- 2015年（平成27年）：鈴鹿市に「三重営業所」開設。

## 営業拠点
- 本社（石川県野々市市）

### 北陸地方
- 石川営業所（石川県白山市）
- 能登営業所（石川県七尾市）
- 福井営業所（福井県福井市）
- 敦賀営業所（福井県敦賀市）

### 近畿地方
- 大阪営業所（大阪府大阪市）
- 京都営業所（京都府京都市）
- 北京都営業所（京都府舞鶴市）
- 滋賀営業所（滋賀県彦根市）

### 中部地方
- 名古屋営業所（愛知県名古屋市）
- 岐阜営業所（岐阜県羽島市）
- 三重営業所（三重県鈴鹿市）
- 新潟営業所（新潟県新潟市）

## グループ会社
- コーシン・フーズ株式会社
- 株式会社オフイコ
- 株式会社コーシン・テクノ
- 株式会社近畿オフイコ